# Stelian Silaghi
Stelian Silaghi este un artist plastic născut la data de 02.09.1960 în localitatea Cheț, județul Bihor, România. Domiciliat în localitatea Marghita, jud. Bihor.
Expoziții colective și personale:
· 2005 – 2007 Marghita
· 2004 – Szolnok
· 2001 – USA(Consulatul Ungariei la New York) picturi expuse de Galeria Kortars
· 1999 – Austria localitatea Oberpullendorf, prin fundația “Nyitott Kapu”- Mobil Art Galeria
· 1998 – Marghita, Valea lui Mihai, Budapesta
· 1997 – Hajdudorog, Debrecen
· 1996 – Heviz, Debrecen
· 1995 – Debrecen, Hajduboszormeny, Egyek, Nyiradony
· 1994 – Marghita, Kiskoros, Debrecen
· 1993 – Szeged, Hajdudorog, Debrecen
· 1992 – Derecske
· 1991 – Debrecen
· 1990 – Szeged
· 1987 – Oradea, Bucuresti